# Думитру, Йон
Йон Думитру (рум. Ion Dumitru; род. 2 января 1950, Бухарест) — румынский футболист и футбольный тренер. Он дважды становился футболистом года Румынии и провёл 443 игры в высшей лиге Румынии, также сыграл 27 матчей в еврокубках, в которых забил два гола. Он также участвовал в чемпионате мира 1970 года в Мексике.

## Карьера игрока

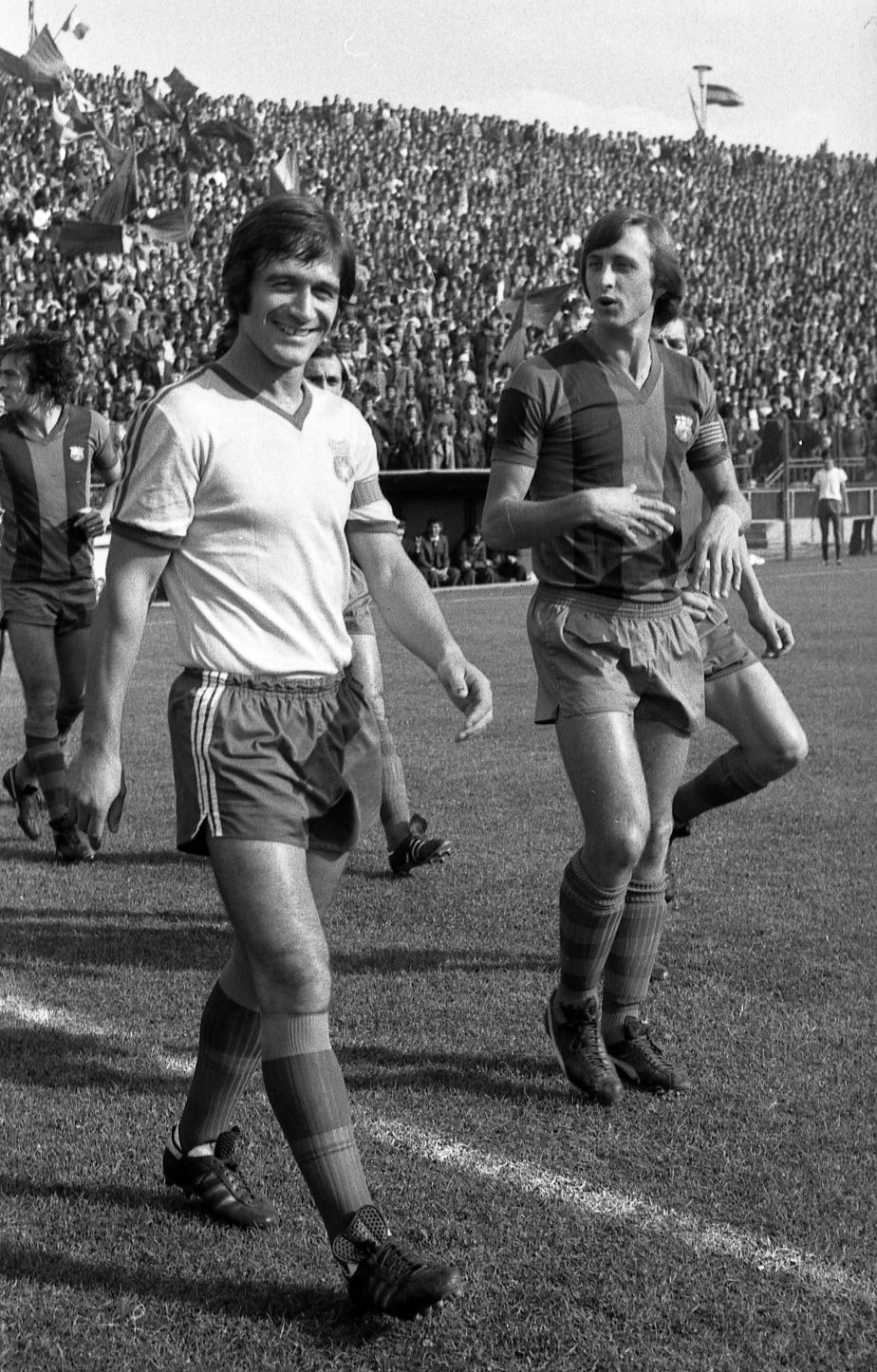
Ион Думитру и Йохан Кройфф в 1977 году.

### Клубная карьера
Полузащитник Думитру начал молодёжную карьеру в 1963 году в «Конфекция Бухарест» и в следующем году перебрался в «Рапид Бухарест», где 10 марта 1968 года дебютировал на профессиональном уровне в матче против «Арджеша». Он оставался в «Рапиде» до 1972 года (в том году завоевал Кубок Румынии), когда перешёл в «Стяуа». После двух титулов чемпиона и двух побед в кубке с армейским клубом он перешёл в 1980 году в «Политехнику Тимишоару», с которой в 1981 году дошёл до финала Кубка. В 1982 году Думитру перешёл в «Университатю Крайову», где сыграл только в четырёх матчах лиги. Он покинул клуб в 1983 году и провёл следующий сезон в «ЧФР Тимишоара» из второго дивизиона, а затем стал играющим тренером «УМТ Тимишоара». В 1984 году Думитру вернулся в «Политехнику» в зимний перерыв сезона 1985/86 вернулся в свой первый клуб «Рапид Бухарест» (в сезоне 1987/88 был играющим тренером). 19 июня 1988 года он сыграл свой последний матч в высшей лиге.

### Национальная сборная
Думитру сыграл 50 матчей за сборную Румынии и забил десять голов. Кроме того, Думитру сыграл семь матчей за сборную Румынии до 23 лет, голов не забивал. Ещё семь матчей за сборную, в которых Думитру забил два мяча, были в 1999 году признаны ФИФА неофициальными, поскольку они были сыграны в рамках квалификации к Олимпиаде. Дебютировал 9 февраля 1970 года в матче против Перу. На чемпионате мира 1970 года в Мексике тренер Анджело Никулеску выпустил его во всех трёх играх. Румыния заняла третье место в группе и покинула турнир.

## Карьера тренера
Первый тренерский опыт Думитру получил ещё в последние годы игровой карьеры. В 1988 году Думитру впервые отправился за границу, возглавив немецкий «Вюрцбургер Киккерс». В первой половине дня Думитру водил грузовик, занимался перевозкой мебели, во второй половине дня он занимался тренерской деятельностью. Из-за нехватки денег Думитру не мог посещать занятия в Немецком спортивном университете в Кёльне и вместо этого посещал частные футбольные школы. В 1990 году он вернулся в Румынию, чтобы продолжить работу тренером. При поддержке своего бывшего товарища по команде Корнела Дину Думитру в 1994 возглавил «Национал», он покинул клуб в апреле 1995 года после 24-го тура. После сезона 1994/95 он перешёл в клуб второго дивизиона «Жиул Петрошани», с которым завоевал повышение в Дивизию А. В сезоне 1996/97 он провёл с «Жиулом» только два матча, а затем перешёл в «Рапид Бухарест», где работал до марта 1997 года. В 1998 году он некоторое время был тренером «Рокар Бухарест». В сентябре 1998 года его дисквалифицировали на шесть месяцев после того, как он напал на рефери в домашнем матче «Рокара» против «Брашова». Думитру использовал время дисквалификации в своей стране, переехав в Сирию в «Аль-Джаиш Дамаск». Вместе с клубом он стал чемпионом Сирии 1999 года и в том же году дошёл до финала Арабской лиги чемпионов. Вслед за этим Думитру переехал в Саудовскую Аравию, в «Аль-Таи», с которым он в конце сезона 2000 года вылетел из высшей лиги.
В ноябре 2000 года он перешёл в клуб второго дивизиона «Политехника Яссы», который покинул 1 апреля 2001 года из-за плохих результатов команды. К концу сезона 2000/01 он возглавил «Каллатис Мангалия». Как только Георге Хаджи стал тренером национальной сборной Румынии, в июле 2001 года Думитру был назначен тренером сборной U-19 и едва не вывел команду на чемпионат Европы в Норвегии. В 2002 году он снова покинул страну, отправившись в Германию, в сезоне 2002/03 он тренировал «Хайльбронн», а летом 2003 года стал тренером молодёжного состава «Аль-Хилаль Эр-Рияд» из Саудовской Аравии. Позже в том же году Думитру вернулся в Румынию и стал тренером молодёжного состава в «Рапид Бухарест».
Во время зимнего перерыва сезона 2005/06 находящийся под угрозой вылета в третий дивизион «Арджксул Михалешти» объединился с клубом четвёртого дивизиона «Конкордия Кьяжна». Йон Думитру занял в начале 2006 года должность технического директора в новом клубе, команда выступала под названием «Конкордия Кьяжна — Михалешти». Перед началом нового сезона команда получила нынешнее название «Конкордия Кьяжна». Думитру сменил Василе Бардеша на посту тренера и в 2007 году вывел клуб в Лигу II. Йон Думитру был удостоен титула почётного гражданина коммуны Кьяжна. После восьмого тура сезона 2008/09 Йона Думитру сменил на тренерском посту Думитру Болборея. Он оставался в структуре клуба в качестве технического директора и снова стал тренером 5 октября 2009 года, а предыдущий тренер Адриан Бумбеску стал его помощником. 6 апреля 2010 года контракт с Думитру был расторгнут из-за плохих результатов клуба. Думитру эмигрировал со своей семьёй в Германию, чтобы работать в компании друга. После того как работа стала приносить меньше денег и Думитру не нашёл других возможностей для заработка, он вернулся с женой и дочерью в Румынию. 11 января 2011 года он стал тренером второй команды «Стяуа» из Второй лиги, с которой в четырёх матчах чемпионата проиграл два и ещё два сыграл вничью. 30 марта 2011 года Думитру объявил, что будет работать в клубе до лета. Затем он стал детским и молодёжным тренером «Конкордия Кьяжна».

## Личная жизнь
Сын Йона Думитру, Клаудиу, также футболист, выступал за «Рапид Бухарест».